# Aurora (kruiser)

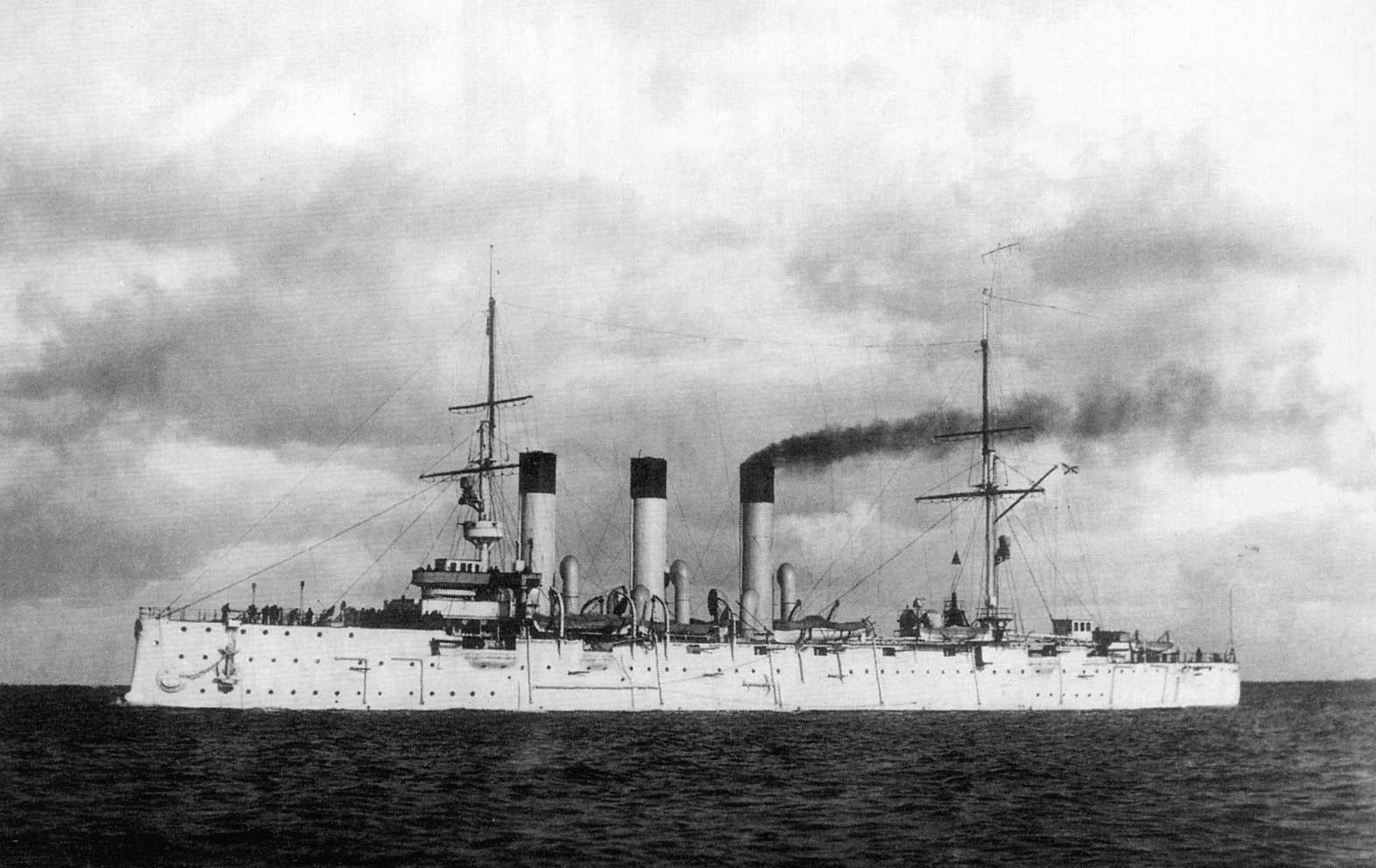
De Aurora in 1903

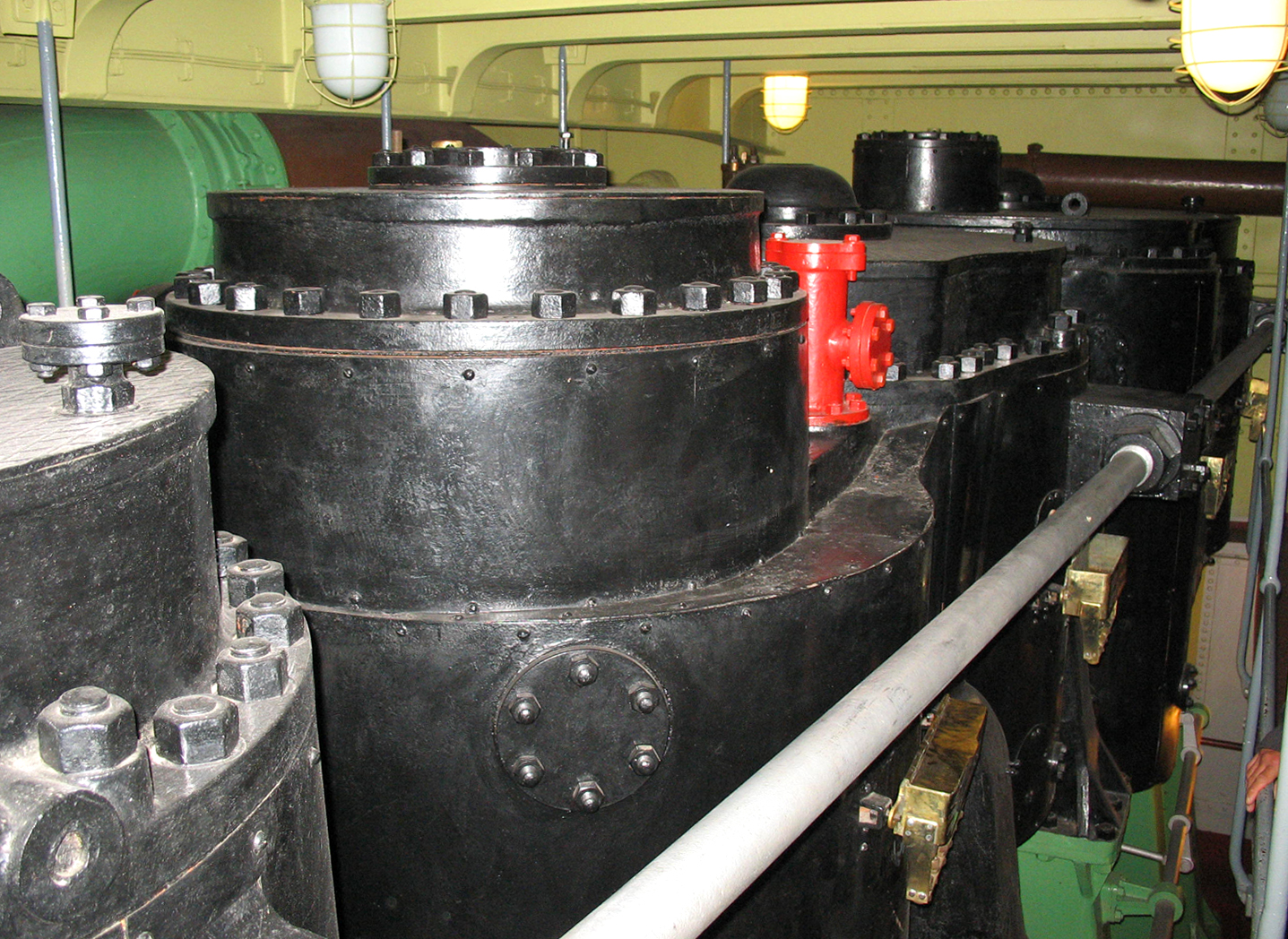
De stoommachine

De Aurora (Russisch: Аврора, Avrora) is een Russisch pantserdekschip van de Pallada-klasse, dat vooral bekend is geworden doordat met een schot vanaf dit schip het signaal werd gegeven voor de start van de Oktoberrevolutie van 1917. Het schip is nu afgemeerd in Sint-Petersburg aan de Petrogradskaja Naberezjnaja straat, tegenover het oude St. Petersburghotel, en is ingericht als museumschip.

## Technische gegevens en bouw
De Aurora is een Pallada-klasse kruiser. De bouw werd gestart in de Nieuwe Admiraliteitsscheepswerf in Sint-Petersburg in 1897, en de tewaterlating gebeurde in 1900. In 1903 werd het in gebruik genomen en toegevoegd aan de Baltische Vloot. De kruiser heeft een bereik van 7200 kilometer bij een kruissnelheid van 11 knopen en een maximumsnelheid van 20 knopen. De Aurora had een bemanning van 590 koppen (inclusief 20 officieren).
De kruiser wordt aangedreven door een stoommachine met steenkool als brandstof.

## Geschiedenis
Tijdens de Russisch-Japanse Oorlog van 1905, werd de Aurora toegevoegd aan de Pacifische Vloot en naar het oosten gestuurd. Zij nam deel aan de Slag bij Tsushima. De Aurora met twee andere Russische kruisers ontsnapten naar Manilla. Hier werden de schepen door de Amerikaanse autoriteiten vastgehouden tot het einde van de oorlog. In 1906 kwam de Aurora weer aan in de Oostzee en werd een opleidingsschip. In de Eerste Wereldoorlog werd de Aurora weer in actieve dienst genomen en deed ze mee aan acties in de Oostzee. Aan het einde van 1916 keerde zij terug naar Petrograd voor herstellingen.
De kruiser speelde een actieve rol in zowel de Februarirevolutie als ook in de Oktoberrevolutie. Tijdens de februarirevolutie werd de kapitein van de Aurora door de matrozen vermoord, waarna de overige officieren vluchtten. De oktoberrevolutie werd ingeluid door de Aurora, die op 25 oktober (OT) de Neva afvoer naar de Nicolaasbrug. De regeringssoldaten die de bruggen bezet hielden, sloegen bij het zien van de Aurora op de vlucht. Intussen werd het Winterpaleis, waar de regering vergaderde, omsingeld door bolsjewieken. Om 21:45 uur loste de Aurora een schot, waarmee de bestorming begon.
Na de revolutie werd zij ingezet in de Russische Burgeroorlog tegen de geallieerde troepen (die het Witte Leger ondersteunden) bij Archangelsk, ten noorden van Petrograd.
Vanaf 1922 diende zij weer als een opleidingsschip, om opnieuw in gebruik genomen te worden in 1940 in het begin van de Tweede Wereldoorlog. Na verschillende acties werd de Aurora afgemeerd bij Oranienbaum, en werd tot zinken gebracht door een Duits bombardement. In juli 1944 werd de Aurora gelicht en gerepareerd.
Na de oorlog werd de Aurora afgemeerd in Leningrad en diende zij weer als opleidingsschip voor de cadetten van de Nachimov Marineschool. In 1957 werd het schip als museum ingericht.

## Trivia
- Het kanonschot dat de Aurora afvuurde is door Sjostakovitsj muzikaal verwerkt in zijn 12e symfonie.
- De beeldend kunstenaar Cy Twombly wijdde in 1981 een sculptuur aan de historische kruiser.

- Bibliothèque nationale de France: cb18043573d (data)
- Library of Congress Control Number: n83238282
- Virtual International Authority File: 154814585